# Andrea Cianchi
 (octobre 2024).
Andrea Cianchi (né le 16 février 1963 à Florence) est un mathématicien italien qui s'intéresse aux équations aux dérivées partielles, notamment sous leurs aspects géométriques.

## Formation et carrière
Cianchi obtient son doctorat en mathématiques en 1993 à l'université de Florence sous la direction de Giorgio Talenti, où il obtient également son diplôme Laurea en 1986. En 1990, il devient professeur assistant à l'université de Florence, où il devient professeur titulaire en 2000. De 2005 à 2008, il dirige la Faculté de mathématiques et ses applications en architecture.

## Travaux
En 2005, avec Miroslav Chlebik et Nicola Fusco, il caractérise les ensembles en théorie des mesures géométriques dont le diamètre (au sens de Renato Caccioppoli et Ennio De Giorgi) est invariant à la symétrisation de Steiner.
En 2008, il est scientifique principal dans le projet de recherche national italien Aspects géométriques des équations aux dérivées partielles et sujets connexes. 

## Prix et distinctions
En 2014, il reçoit le prix Fichera de l'Union mathématique italienne. En 2018, il est lauréat du prix Amerio.

## Publications
- Elliptic equations on manifolds and isoperimetric inequalities, Proc. Roy. Soc. Édimbourg A, volume 114, 1990, pages 213-227.
- avec Vladimir Mazya (en) : On the discreteness of the spectrum of the Laplacian on noncompact Riemannian manifolds, Journal of Differential Geometry, Volume 87, 2011, pp. 469-491.
- avec Vladimir Mazya : Sobolev inequalities in arbitrary domains,  Advances in Mathematics, Advances in Mathematics, Volume 293, 2016, pp. 644–696 Arxiv.
- avec Miroslav Chlebik, Nicola Fusco : The perimeter inequality under Steiner symmetrization: cases of equality, Annals of Mathematics, Volume 162, 2005, pp 525–555.